# Mesognathariidae
Mesognathariidae is een familie in de taxonomische indeling van de tandmondwormen (Gnathostomulida).

## Onderliggende geslachten
- Labidognathia
- Mesognatharia
- Tenuignathia